# Ba Jin
Ba Jin (també Pa Chin), en xinès: 巴金, en pinyin: Bājīn, (Chengdu (Sichuan), 25 de novembre de 1904 - Xangai, 17 d'octubre de 2005), pseudònim literari de Li Yaotang (en xinès: 李尧棠), també conegut pel seu nom de cortesia Li Feigan (en xinès: 芾甘), escriptor i traductor xinès considerat un dels més importants i més llegits del segle xx.

## Biografia
Nascut en una família rica controlada fèrriament pel seu avi, el 1920 es va inscriure a l'Escola d'Idiomes Estrangers de Chengdu i tres anys més tard va marxar a estudiar a Xangai i després a Nanjing. El 1927 va anar a estudiar a París, on va escriure la seva primera novel·la Miewang (Destrucció), ja sota el pseudònim Ba Jin. El pseudònim el va formar prenent la primera i la darrera síl·labes de la forma xinesa dels noms de dos importants anarquistes, Bakunin i Kropotkin. Existeix una altra versió (publicada a la revista "Tierra y Libertad") segons la qual Ba tindria relació amb un company seu que es va suïcidar a París.
Quan el 1928 va retornar a Xangai, va seguir escrivint i traduint. Durant els següents deu anys va treballar com a editor en diverses editorials i en periòdics, sense deixar, però, de treballar en la qual serien les seves principals obres: Jia (Família, 1933) (sens dubte la seva obra més llegida tant a la Xina com fora d'aquest país), l'anomenada Aiqing sanbuqu (Trilogia d'amor): Wu (Boira, 1931), Yu (Raig, 1933) i Dian (Llampec, 1935), les novel·les Aǔtuno en la printempo (Tardor a la primavera, en esperanto) i Somni del mar, la col·lecció d'històries breus Mengya (Germinació) i els escrits en prosa Fuchou (Venjança) i Shen, Gui, Ren (Déus, fantasmes i homes).
Durant la Segona Guerra Sinojaponesa, Ba Jin va estar activament involucrat en la propaganda anti-japonesa, treballant juntament amb l'altre gran literat xinès Mao Dun, en la publicació de Nahan (Crits), després anomenada Fenghuo (Balises). Durant els últims moments de la guerra, Ba va completar la Jiliu sanbuqu (Trilogia del corrent), de la qual l'esmentada Jia en seria el primer volum, amb Chun (Primavera, 1938) i Qiu (Tardor, 1940).
Obres seves de post-guerra són les novel·les curtes Jardí de repòs (1944), Sala Num. 4 (1946) i Nits fredes (1947), que contenen algunes de les seves pàgines més dures.
Durant la Revolució Cultural xinesa (1966-1976) Ba va ser perseguit i se li va prohibir escriure. Rehabilitat el 1977, va tornar a escriure, tot i que a un ritme menor, així com se li van encomanar diversos importants llocs oficials vinculats a la literatura, com ara president de l'Associació Nacional d'Escriptors Xinesos (1981) i president honorari de la Fundació per la Literatura Xinesa (1986). D'aquest darrera etapa destaca la seva obra Zaxiang Lu (Meditacions sobre el temps), recull d'articles escrits entre 1978 i 1986.
L'obra de Ba Jin reflecteix una important influència d'autors estrangers com ara Émile Zola, Ivan Turguénev o Anton Txékhov. Des dels anys 1990 Ba Jin patia de Parkinson, malaltia que l'havia debilitat fins al punt de confinar-lo a viure en un hospital on va morir de càncer el 17 d'octubre de 2005, a l'edat de 101 anys.
El 1975 i el 2001 va ser presentat com a candidat al premi Nobel de literatura.
Com a esperantista, va traduir al xinès la novel·la Printempo en la aǔtuno (Primavera a la tardor) de Julio Baghy i ell mateix va escriure la ja esmentada novel·la Aǔtuno en la printempo com a fraternal resposta a l'obra de Baghy. Als anys 1980 va ser sotspresident de la Ĉina Esperanto-Ligo (Lliga Esperantista Xinesa) i al moment de morir era membre del Comité de Patrons Honorífics de la Universala Esperanto Asocio (Associació Universal d'Esperanto).
L'asteroide 8315 Bajin duu el seu nom en honor seu.

## Obra
(s'indica, si se sap, el primer any d'edició)

### Obra original
- Aiqing sanbuqu (Trilogia d'amor)
  - Wu (Boira) (1931)
  - Yu (Raig) (1933)
  - Dian (Llampec) (1935)
- Aǔtuno en la printempo (Tardor a la primavera)
- Fuchou (Venjança)
- Gemingde Xianqu (Vanguàrdies de la revolució) (1928)
- Jardí de repòs (1944)
- Jiliu sanbuqu (Trilogia del corrent)
  - Jia (Família) (1933) Traducció al català d'Eulàlia Jardi.[1]
  - Chun (Primavera) (1938) Traducció al català d'Eulàlia Jardi.[2]
  - Qiu (Tardor) (1940)
- Mengya (Germinació)
- Miewang (Destrucció) (1927)
- Nits fredes (1947)Traducció al català d'Eulàlia Jardi.[3]
- Sala Num. 4 (1946)
- Shen, Gui, Ren (Déus, fantasmes i homes)
- Shengzhi Chanhui (Confessions d'una vida) (1936)
- Somni del mar
- Zaxiang Lu (Meditacions sobre el temps)

### Traduccions al xinès
- Baghy, Julio, Printempo en la aǔtuno (de l'esperanto)
- Berkman, Alexander, Yu zhong ji (Memòries de la presó) (1947)
- Castelao, Xibanya de Xue (La sang d'Espanya) (1938)
- Gercen, Aleksandr Ivanovic, Un drama de família (1947)
- Goldman, Emma, i cols., Zhanshi Duludi (Camarada Durruti) (1938)
- Kampf, Leopold, A la vigília (1947 (5a ed.))
- Kropotkin, P'otr, Lunlixue de qiyuan he fazhan (L'ètica) (1941)
- Kropotkin, P'otr, Mianbao yu ziyou (La conquesta del pa) (1940)
- Minnig, Albert, Yige guoji shiyuanbing de riji (Quadern d'un milicià a les files de la CNT-FAI), amb un text de Frederica Montseny, Adéu als amics de la Columna internacional (1939)
- Rosselli, Carlo, Diari d'Espanya (1939)
- SIM, Xibanya de shuguang (L'aurora d'Espanya) (1948)
- Vanzetti, Bartolomeo, Yige wuchanzhe shenghuo de gushi (Biografia d'un proletari) (1938)